# 畢·蘭卡斯特
伯頓·斯蒂芬·“伯特”·蘭卡斯特（英語：Burton Stephen "Burt" Lancaster，1913年11月2日—1994年10月20日）是一位美國電影演員，出生在紐約，曾經獲得奧斯卡最佳男主角獎。

## 生平
中學時愛好體育，後獲體育獎學金進入紐約大學，不久輟學，與好友成立了蘭克雜技團，當雜技演員巡迴演出．後又改行參加輕歌舞團和夜總會的演出。後又改行做過推銷員和冰箱維修工。二戰時服兵役，在意大利和北非參加過戰鬥。
1945年一位戲劇演出人在物色演員時，誤認他是演員讓他在百老匯演出舞臺劇《狩獵聲音》（A Sound of Hunting）。該劇只演出了3周，但蘭卡斯特的表演卻引起荷里活一位製片人的注意。1946年，他在環球公司的影片《殺人者》（The Killers）第一次登上銀幕。接著主演了《血濺虎頭門》（Brute Force），並為派拉蒙公司主演了《沙漠情焰》（Desert Fury）、《電話打錯了》（Sorry, Wrong Number）等影片，一躍成為相當賣座的明星。至1980年代蘭卡斯特仍舊活躍影壇，有不少精品問世，代表作是《大西洋城》（Atlantic City）和《再上梁山》（Tough Guys）。
1994年10月20日因心臟病發作去世。

## 演出作品
- 《殺人者/繡巾蒙面盜》（The Killers）
- Variety Girl
- 《血濺虎頭門》（Brute Force）
- 《沙漠情焰》（Desert Fury）
- 《電話打錯了》（Sorry, Wrong Number）
- 《凡我子孫》（All My Sons）
- I Walk Alone
- Kiss the Blood Off My Hands
- Criss Cross
- Rope of Sand
- Mister 880
- The Flame and the Arrow
- Jim Thorpe - All American
- Vengeance Valley
- 《十面威風》（Ten Tall Men）
- 《紅海盜》（The Crimson Pirate）
- 《蘭閨春怨》（Come Back, Little Sheba）
- South Sea Woman
- 《紅粉忠魂未了情》（From Here to Eternity） - 提名奧斯卡最佳男主角獎
- Three Sailors and a Girl
- His Majesty O'Keefe
- 《草莽雄風》（Apache）
- 《龍虎干戈》（Vera Cruz）
- 《肯塔基豪俠》（The Kentuckian）
- 《寡婦春情》（The Rose Tattoo）
- 《馬戲千秋/空中飛人》（Trapeze）
- 'Sweet Smell of Success
- 《龍虎山生死鬥》（Gunfight at the O.K. Corral）
- 《鴛鴦譜》（Separate Tables）
- Run Silent Run Deep
- 《魔鬼門徒》（The Devil's Disciple）
- 《恩怨情天》（The Unforgiven）
- 《孽海痴魂》（Elmer Gantry） - 奧斯卡最佳男主角獎
- 《纽伦堡的审判》（Judgment at Nuremberg）
- 《明天的青年》（The Young Savages）
- 《終身犯》（Birdman of Alcatraz）  - 提名奧斯卡最佳男主角獎
- A Child Is Waiting
- The List of Adrian Messenger
- 《浩氣蓋山河/氣蓋山河》（The Leopard） - 戛纳电影节金棕榈奖
- Seven Days in May
- 《鐵路敢死隊/戰鬥列車》（The Train）
- Handle with Care
- The Hallelujah Trail
- 《四虎將》（The Professionals）
- U.S. Water Polo
- The Scalphunters
- The Swimmer
- 《飛天英雄未了情》（The Gypsy Moths）
- Jenny Is a Good Thing
- 《基堡八勇士》（Castle Keep）
- 《九霄驚魂》（Airport）
- 《危險人物》（Valdez Is Coming）
- 《原野急先鋒》（Ulzana's Raid）
- 《龍虎雙霸天/天蠍星》（Scorpio）
- 《高機密任務》（Executive Action）
- 《鐵膽老差骨》（The Midnight Men）
- Bertolucci secondo il cinema
- 《家族的肖像》（Conversation Piece）
- 《一九○○年》（1900）
- 《飛越奪命橋》（The Cassandra Crossing）
- 《西塞英雄譜》（Buffalo Bill and the Indians）
- 《最後警告》（Twilight's Last Gleaming）
- 《衝出人魔島》（The Island of Dr. Moreau）
- Exploring the Unknown
- 《越戰突擊隊》（Go Tell the Spartans）
- 《天搖地蕩震山河》（Zulu Dawn）
- 《大西洋城》（Atlantic City） - 提名奧斯卡最佳男主角獎
- The Skin
- 《小妞與大盜》（Cattle Annie and Little Britches）
- Osterman Weekend
- 《地方英雄》（Local Hero）
- 《魔域尋寶》（Little Treasure）
- 《再上梁山》（Tough Guys）
- 《火葬大海》（Rocket Gibraltar）
- The Jeweller's Shop
- 《幻夢成真》（Field of Dreams）

## 外部連結
- 畢·蘭卡斯特在互联网电影资料库（IMDb）上的資料（英文）
- TCM电影资料库上畢·蘭卡斯特的资料（英文）
- 在AllMovie上畢·蘭卡斯特的頁面（英文）
- 互聯網百老匯資料庫（IBDB）上畢·蘭卡斯特的資料（英文）
- 在Find a Grave上的畢·蘭卡斯特
- WorldCat 聯合目錄中畢·蘭卡斯特的著作或與之相關的著作